# Tipula aktashi
Tipula aktashi är en tvåvingeart som beskrevs av Koc, Hasbenli och De Jong 1998. Tipula aktashi ingår i släktet Tipula och familjen storharkrankar. Inga underarter finns listade i Catalogue of Life.